# Копаев, Юрий Васильевич
Ю́рий Васи́льевич Копа́ев (21 октября 1937 — 24 декабря 2012) — советский и российский физик, академик РАН (2008), доктор физико-математических наук (1972), профессор, директор отделения физики твёрдого тела Физического института имени П. Н. Лебедева РАН (1995—2012). Основные работы в области физики полупроводников и теории сверхпроводимости.

## Биография
Выпускник Московского энергетического института 1962 года.
В 1964—1970 годах работал в НИИ молекулярной электроники (Зеленоград); с 1970 года перешёл на работу в теоретическом отделе ФИАНа, в 1992—1995 годах руководитель лаборатории физики полупроводников отделения физики твёрдого тела ФИАНа, в 1995—2012 годах директор отделения физики твёрдого тела ФИАНа.
Профессор Московского института электронной техники с 1975 года.
Член-корреспондент АН СССР (1990), член-корреспондент РАН (1991), академик РАН (2008) по Отделению нанотехнологий и информационных технологий.
Являлся председателем совета директоров Научно-образовательного центра ФИАН и МИЭТ, руководителем секции «Теория конденсированного состояния» при Президиуме РАН, членом комиссии по нанотехнологиям при Президиуме РАН, членом редколлегии Журнала экспериментальной и теоретической физики. Подготовил около 20 кандидатов наук, 8 из которых стали впоследствии докторами наук.
Автор более 200 научных работ.
Погиб в автокатастрофе 24 декабря 2012 года, похоронен на Троекуровском кладбище.

## Награды
- Орден Почёта (1998)[2]
- Государственная премия СССР (1982, 1988)
- Премия Президента Российской Федерации в области образования[3] (2003)
- Золотая медаль имени П. Н. Лебедева Российской академии наук (2011)